# Calcare di Perledo-Varenna
Il Calcare di Perledo-Varenna è un'unità stratigrafica di rango formazionale che affiora nelle Prealpi Lombarde in corrispondenza del Gruppo delle Grigne e in Valsassina. Gli affioramenti principali documentati sono nell'area tipo, presso gli abitati di Varenna e Perledo, e più a sud intorno a Mandello del Lario, mentre lembi più limitati e tettonizzati affiorano sul versante sud-orientale della Grigna Meridionale e sul versante orientale della Valsassina, tra Ballabio e Introbio. La formazione è stata descritta per la prima volta da Stoppani (1857), come "calcari di Varenna" (parte medio-bassa della successione stratigrafica) e "scisti di Perledo" (parte superiore della successione). Pasquarè e Rossi (1970) denominarono l'intera successione come Calcare di Perledo-Varenna. Gaetani et al. (1991) descrissero nel dettaglio l'unità con il nome di Formazione di Perledo-Varenna (Perledo-Varenna Formation), suddividendola in due membri distinti ("Varenna Member" e "Perledo Member") e separandone la parte sommitale come ulteriore unità formazionale ("Formazione di Lierna"), termine quest'ultimo scarsamente ripreso dalla letteratura successiva.

La formazione è interpretata come un bacino marino confinato dalla piattaforma carbonatica del Calcare di Esino, che tende gradualmente a progradarvi sopra. Si tratta di un bacino poco profondo, a scarsa subsidenza e caratterizzato da un fondale scarsamente ossigenato, con presenza solo sporadica di vita bentonica, che riceveva apporti di materiale carbonatico dalla piattaforma adiacente.

## Descrizione
L'unità è costituita da quattro litofacies principali:
- Calcari grigio scuri ben stratificati, massivi o meno frequentemente laminati, in strati planari di spessore decimetrico (da pochi centimetri a 20–40 cm, fino a circa un metro). Questa litofacies costituisce la maggior parte in spessore della formazione (62-70%), ed è interpretabile come espressione di depositi da corrente torbida diluita.[6]
- Marne e argilliti fissili[N 2] nerastre in livelli centimetrici intercalati agli strati calcarei, con spessori maggiori (fino a decimetrici) nella parte superiore della formazione, prive di strutture o con sottili laminazioni più carbonatiche. In queste litologie, interpretabili come emipelagiti, si rinvengono la maggior parte dei macrofossili. Costituiscono fino al 22-28% dello spessore della formazione.
- Calcareniti, brecce e slump[N 3] Questi litotipi rappresentano episodi di risedimentazione più grossolani provenienti dalla adiacente piattaforma carbonatica del Calcare di Esino, e costituiscono fino al 5-7% della formazione.[7]
- tufiti in livelli decimetrici (fino a 90 cm) massivi, gradati o laminati. Costituiscono meno del 1% della formazione e sono concentrati nella parte medio-bassa dell'unità e negli affioramenti più orientali.[8]

La formazione risulta dolomitizzata nella sua parte basale e nelle parti marginali a contatto con il Calcare di Esino.

## Contenuto paleontologico
Il contenuto in macrofossili è scarso, costituito soprattutto da bivalvi del genere Daonella, da pesci e rettili marini (notosauri) provenienti dalla parte alta della formazione. Sono presenti nei livelli calcarenitici gradati e laminati frammenti di fossili (bivalvi, alghe calcaree, ostracodi, foraminiferi) risedimentati da correnti trattive, verosimilmente di origine torbiditica. Sono presenti  conodonti.

## Ambiente sedimentario e significato paleoambientale
L'analisi di facies permette di definire l'ambiente di sedimentazione della formazione come un bacino marino confinato, separato dal mare aperto da una soglia, costituita a est dall'adiacente piattaforma carbonatica del Calcare di Esino, mentre a ovest la chiusura del bacino non è direttamente osservabile in affioramento. L'associazione di facies indica al fondale condizioni di scarsa ossigenazione, con seppellimento di materia organica, che giustifica la scarsa presenza di testimonianze di vita bentonica e la scarsità di strutture di bioturbazione. I livelli di marne e argilliti nerastre laminate indicano una sedimentazione di tipo emipelagico, mentre i calcari micritici prevalenti costituiscono episodi torbiditici diluiti che convogliavano nel bacino particelle di carbonato, probabilmente innescati da tempeste. Più raramente dalla piattaforma provenivano episodi di torbide ad alta densità.

Non vi sono evidenze dirette per la determinazione della profondità del bacino rispetto alla piattaforma, ma considerando l'assenza di episodi significativi di megabrecce, la pendenza del pendio di raccordo con la piattaforma e il risalto morfologico della soglia rispetto al bacino dovevano essere piuttosto scarse: un calcolo tentativo considerando da 3° a 5° di pendenza dalla parte più profonda del bacino, presso Varenna, distante almeno 3 km dal margine della piattaforma, darebbe una profondità da 160 m a 260 m circa, probabilmente in diminuzione verso la parte sommitale della formazione. Gli strati superficiali d'acqua ossigenati consentivano la vita di pesci, conodonti e rettili predatori (Lariosaurus). La notevole produttività carbonatica della comunità biologiche di piattaforma portava ad una graduale progradazione delle facies del Calcare di Esino su quelle di bacino del Perledo-Varenna, osservabile in Val Meria, presso Mandello.

## Rapporti stratigrafici e datazione
La formazione ricopre le facies basali dolomitiche del Calcare di Esino (= "Dolomia dell'Albiga") e le facies di bacino dell'Anisico superiore del Calcare di Prezzo. L'unità passa superiormente alla Formazione di Lierna (Gaetani et al, 1991). Lateralmente, verso est e verso nord, la formazione passa lateralmente per transizione di facies al Calcare di Esino. In Val Meria, presso Mandello, è osservabile localmente la progradazione della piattaforma dell'Esino sul Perledo-Varenna.
In base ai pur scarsi fossili diagnostici per la datazione, l'unità risulta interamente compresa nel Ladinico (parte superiore del Triassico medio). Risultano documentati sia il tardo Ladinico inferiore sulla base di conodonti rinvenuti nella parte basale della formazione, sia il Ladinico superiore dalla parte medio-alta dell'unità sulla base di un'associazione a conodonti e Daonella riferibile alla Zona ad Archelaus. Infine, la Formazione di Lierna contiene un'associazione a palinomorfi ancora riferibile al Ladinico.

### Esplicative
1. ↑  Litofacies: facies definita in base all'associazione litologica.
2. ↑  Fissili: che si suddividono facilmente in lastre lungo superfici piano-parallele, per la presenza di fini laminazioni e per l'isorientazione delle lamine dei minerali argillosi di cui il litotipo è in gran parte costituito.
3. ↑  Slump: pacchi di strati ripiegati che rappresentano scivolamenti sinsedimentari lungo pendio ("frane" sottomarine).
4. ↑  La presenza di megabrecce (=brecce in banchi metrici con clasti grossolani) è relazionata interpretativamente a pendii con inclinazione piuttosto elevata, in grado di dare luogo a frane sottomarine di notevole entità in sedimenti poco o non consolidati.

### Bibliografiche
1. ↑  Stoppani (1857).
2. ↑  Gaetani et al. (2012), p. 56.
3. ↑  Gaetani et al. (1991), pp. 332-336; fig. 2, fig. 5.
4. 1 2  Gaetani et al. (1991), pp. 350-351.
5. ↑  Gaetani et al. (1991), pp. 338-343; in particolare fig. 11-12.
6. ↑  Gaetani et al. (1991), p. 338-339, fig. 8.
7. ↑  Gaetani et al. (1991), pp. 339-342.
8. ↑  Gaetani et al. (1991), p. 342.
9. ↑  Gaetani et al. (1991), p. 336.
10. ↑  Gaetani et al. (1991), pp. 333-334.
11. ↑  Gaetani et al. (1991), pp. 339-340.
12. 1 2  Gaetani et al. (1991), p. 344.
13. 1 2 3  Gaetani et al. (2012), p. 57.